# John D. Roberts

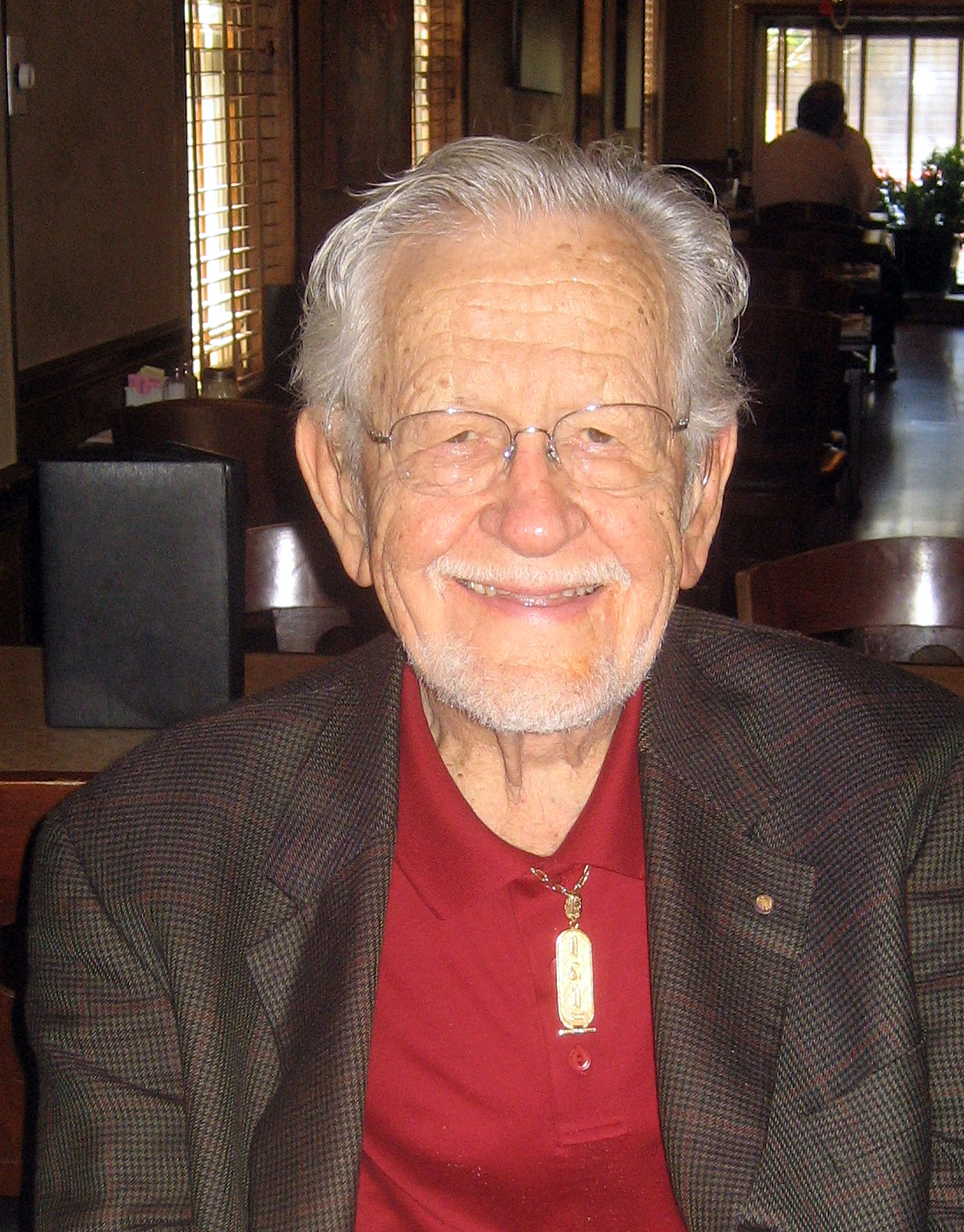
John D. Roberts, 2010

John Dombrowski Roberts (* 8. Juni 1918 in Los Angeles, Kalifornien; † 29. Oktober 2016) war ein US-amerikanischer Chemiker (Organische Chemie, NMR-Spektroskopie).

## Leben und Werk
Roberts studierte an der University of California, Los Angeles mit dem Bachelor-Abschluss 1941 und der Promotion 1944. 1945/46 war er Instructor an der Harvard University sowie ab 1946 Instructor und später Associate Professor am Massachusetts Institute of Technology und ab 1953 Professor für organische Chemie am Caltech, wo er 1963 bis 1968 die Fakultät für Chemie und Chemieingenieurwesen leitete und 1980 bis 1983 Dekan der Fakultät war. Ab 1972 war er Institute Professor am Caltech und ist dort seit 1988 emeritiert.
Er wandte NMR-Spektroskopie auf die Untersuchung organischer Verbindungen an, untersuchte die Verbindung von Struktur und Reaktivität und befasste sich mit organischen Verbindungen mit kleinen Ringstrukturen. In der Laudatio für den Welch-Preis wird die Verbindung von Quantenmechanik, Molekülspektroskopie, Kinetik und anderer Gebiete der physikalischen Chemie mit seinem Talent für organische Synthese hervorgehoben und die Anwendung auf die Erklärung des Zusammenhangs von Struktur und Reaktivität organischer Moleküle. Er war langjähriger Berater der Firma DuPont (seit 1949).
1952/53 und 1955 war er Guggenheim Fellow. Er war Mitglied der National Academy of Sciences (1956), deren Sektion Chemie er 1968 bis 1971 vorstand, Mitglied der American Association for the Advancement of Science, der American Academy of Arts and Sciences (1952) und der American Philosophical Society. 1990 erhielt er die National Medal of Science, 1991 die Glenn T. Seaborg Medal, 1999 den NAS Award in Chemical Sciences und 2009 den NAS Award for Chemistry in Service to Society. 1954 erhielt er den Pure Chemistry Award der American Chemical Society und 1957 den Harrison Howe Award. 1967 erhielt er den Roger Adams Award in Organic Chemistry, 1980 die Linus Pauling Medal und 1987 die Priestley Medal. 1990 erhielt er den Welch Award in Chemistry und 1983 die Willard Gibbs Medal. 1994 erhielt er den Arthur C. Cope Award und den Chemical Pioneer Award. 2001 erhielt er den Nakanishi Preis. Er ist mehrfacher Ehrendoktor (Universität München 1962, Temple University, University of Notre Dame, University of Wales, Scripps Institute).
1990 erschien seine Autobiographie The right place and the right time. Er war seit 1942 verheiratet, hatte eine Tochter und drei Söhne.

## Schriften
- Collected Works. Benjamin 1970
- Introduction to the analysis of spin-spin splitting in high resolution magnetic resonance. Benjamin 1963
- Nuclear magnetic resonance applications to organic chemistry. McGraw Hill 1959
- ABCs of FT-NMR, Sausalito. University Science Books 2000
- mit Marjorie C. Caserio: Basic principles of organic chemistry. Benjamin 1964
- mit Caserio: A study guide to Basic principles of organic chemistry. Benjamin 1977
- mit Caserio: Modern organic chemistry. Benjamin 1967
- Notes on molecular orbital calculations. Benjamin 1961
- Right place at the right time. Washington D. C., American Chemical Society 1990 (Autobiographie)